# Cytisus agnipilus
Cytisus agnipilus är en ärtväxtart som beskrevs av Josef Velenovský. Cytisus agnipilus ingår i släktet kvastginster, och familjen ärtväxter. Inga underarter finns listade i Catalogue of Life.